# Пожар на масляных складах в квартале Сан-Маркуола
«Пожар на масличных складах в квартале Сан-Маркуола» (итал. Incendio al deposito degli oli a San Marcuola) — картина итальянского живописца Франческо Гварди (1712—1793), представителя венецианской школы. Создана в 1789 году. С 1972 года хранится в коллекции Галереи Академии в Венеции.

## История
Пожар масличных складов в квартале Сан-Маркуола (в венецианском гетто) произошел 28 ноября 1789 года. Гварди, которому на тот момент было 78 лет, отправился на место, чтобы сделать натурные наброски двух рисунков, один из которых сейчас хранится в Музее Коррер в Венеции, другой — в Метрополитен-музее в Нью-Йорке. Именно с первого наброска была написана картина, хранящаяся в Галерее Академии.

## Описание
Художник изобразил последнюю фазу пожара: огонь перекинулся на соседние со складами дома, высветил стены и крыши, на которых пожарные героически пытаются потушить пламя. Передний план картины почти по всей горизонтали обозначен спинами сочувствующих прохожих (фигуры людей со спины выполнены еще по канонам рококо, в то время, когда уже утверждался неоклассический стиль). Сумеречный колорит написан горячей палитрой оттенков красноватого и золотистого цветов, передающих жар огня. Динамическая кисть художника с живым мазком, переносящим на полотно хаотичные порывы стены пламени, свободная и стремительная. Гварди пытался не нарисовать огонь, а передать его разрушительную и всепоглощающую силу.
Это одно из последних полотен Гварди, оно относится к документальному жанру, к которому художник уже обращался в таких работах, как «Подъем аэростата» и «Празднование по случаю приезда графа и графини Норд».